# Gustav Heinrich von Braun
Il conte Gustav Heinrich Gottlieb von Braun noto in Brasile anche col nome di Gustavo Henrique Amadeo Brown (Arneburg, 25 dicembre 1775 – Dresda, 28 maggio 1859) è stato un generale e politico prussiano.

## Biografia
Figlio del colonnello prussiano Ludwig Christoph Gustav von Braun (21 luglio 1750 - 1833) e di sua moglie Johanna Christiana Großmann (1753 - ?), intraprese la carriera militare ancora molto giovane.
Già colonnello dell'esercito britannico, il 12 maggio 1826 entrò a contratto d'integramento nell'esercito brasiliano. In quello stesso anno giunse in Brasile come maresciallo di campo con la missione di organizzare l'esercito imperiale locale, portando con sé un buon numero di ufficiali per questo scopo. Durante la guerra argentino-brasiliana del 1827, ottenne il comando dell'Esercito imperiale del sud, ponendosi alla testa di 9000 uomini. Subito dopo cedette il comando a Carlos Frederico Lecor per poi tornare nuovamente in posizione di comando. Nel 1829 il suo nome venne incluso nel Consiglio di Guerra nazionale.
Venne nominato governatore generale dell'esercito del Rio Grande do Sul dal 30 gennaio 1830, in sostituzione del generale Manuel Jorge Rodrigues, venendo però licenziato l'anno successivo, dall'11 gennaio, in base alla politica del nuovo sovrano che intendeva dare precedenza nella gestione dello Stato ai portoghesi piuttosto che agli "stranieri". Egli venne pertanto sottoposto a Sebastian Pinto Pereira Barreto. Braun a questo punto, tornò in Europa. Nel 1851, in riconoscenza comunque al lavoro svolto, il governo imperiale brasiliano revocò le sue dimissioni e decise di pensionarlo col grado di maresciallo, sebbene la vedova solo nel 1865 riuscì ad ottenere la metà della pensione dovuta al marito.

## Matrimoni e figli
Si sposò in prime nozze nel 1802 avendo i seguenti figli:
- Henry (1803 - ?)
- Lewis (1804 - ?)
- William Gustavus (1809 - 1883), generale dell'esercito britannico
- Maria Yates (1816 - 30 settembre 1892)

Si risposò a Londra il 6 settembre 1823 con Jane Charlotte Cuff-Gore (15 settembre 1802 - 12 gennaio 1870), dalla quale ebbe i seguenti figli: 
- Arthur Friedrich Gustav, (11 aprile 1824 - 16 gennaio 1858)
- Eugen Charles Christoph (6 dicembre 1825 - 8 settembre 1826)
- Leopold Adolf Ludwig (19 giugno 1830 - 6 dicembre 1895)
- Alfred Charles Christopher (2 aprile 1832 - 25 agosto 1892)
- Hermann Christoph August (12 luglio 1833 - 23 aprile 1834)
- Ralph Abercrombie Otto (15 dicembre 1834 - 25 settembre 1891), contrammiraglio britannico
- Maximilian Albert Septimus (7 gennaio 1836 - 28 aprile 1837)
- Adolf Octavius Henry (18 ottobre 1837 - 1912), maggiore dell'esercito britannico
- Konstantin James Ernest Albert (7 giugno 1843 - 3 ottobre 1906), colonnello dell'esercito prussiano